# 5vor12 (Magazin)
5vor12 – Zeit zum Bewerben ist ein Ausbildungs- und Studienplatzmagazin, das kostenlos an Schulen in Deutschland verteilt wird.
Neben Anzeigen von Unternehmen und Institutionen, die ihre freien Stellen präsentieren, sind Ratschläge zum Thema Bewerbung und Vorstellungsgespräch enthalten. Das Medium wird von bildungspolitischen Institutionen in Deutschland unterstützt. Die Idee für das Konzept entstand 1993. Inzwischen gibt es bundesweit zwölf Regionalausgaben, die jeweils in den wichtigsten Ballungsräumen an Schulen erscheinen.